# ドボチョン一家の幽霊旅行
『ドボチョン一家の幽霊旅行』（ドボチョンいっかのゆうれいりょこう、英語: The Funky Phantom）は、1971年から1972年までアメリカ合衆国のABCで放送されていたハンナ・バーベラ・プロダクション制作のテレビアニメである。

## 概要
旅行中の若者3人に幽霊のドボチョン伯爵と猫の幽霊のニャンニャンを加えた旅の一行が、各地の怪奇現象やミステリーに挑む。たいていは、怪奇現象をネタに地上げを強要されている人を助ける。
邦題ならびに日本語版のオープニングテーマが『幽霊城のドボチョン一家』のそれと似ているが、同作品とは制作会社もアメリカでの放送局も異なるなど無関係である。

## 登場人物
ドボチョン伯爵 (Jonathan Wellington "Mudsy" Muddlemore)
声 - ドース・バトラー / 吹き替え - 人見明
お化けが苦手な幽霊。若者トリオ以外の人間に見られると驚いてしまう。言葉に訛りがある。
ニャンニャン (Boo the Cat)
声 - ドン・メシック / 吹き替え - 曽我町子
猫の幽霊。ブルをおちょくってばかりいる。
モンター (Skip Gilroy)
声 - ミッキー・ドレンツ / 吹き替え - 石川進
旅をしている若者トリオの一員。ひょろっとした体格。車の運転手を務めることが多い。
ブッチン (Augie Anderson)
声 - トミー・クック / 吹き替え - 坂本新兵
若者トリオの一員。モンターと仲が悪い。
ミッチィ (April Stewart)
声 - クリスティナ・ホランド / 吹き替え - 渋沢詩子
若者トリオの紅一点。トラブルの種にして仲介役。
ブル (Elmo)
声 - ジェリー・デクスター / 吹き替え - 相模太郎
ブッチンに飼われている犬。ニャンニャンにナメられている。

## 日本での放送
日本では、まずNETテレビ（現・テレビ朝日）とその系列局が1972年4月10日から同年9月29日まで放送していた。放送時間は、6月26日までは毎週月曜 19:30 - 20:00、8月11日以降は毎週金曜 19:30 - 20:00 （日本標準時）。
21世紀に入ってからは、カートゥーン ネットワークが2009年6月20日から同年8月15日、および2011年8月29日から同年11月14日まで放送していた。

### 日本語版主題歌
発売元はCBS・ソニーレコード（現・ソニー・ミュージックレーベルズ）。
オープニングテーマ「ドボチョン一家の幽霊旅行」
作詞 - 島村葉二 / 作曲・編曲 - 橋場清 / 歌 - ザ・ラニアルズ
『幽霊城のドボチョン一家』のオープニングテーマの歌詞を変えたもの。
挿入歌「猫ふんじゃったブルふんじゃった」
作詞 - 島村葉二 / 作曲・編曲 - 橋場清 / 歌 - 相模太郎